# Peter Maxwell Davies
Sir Peter Maxwell Davies, CH, CBE, Kt. (Salford, Lancashire, 8 de setembre de 1934 - 14 de març de 2016) fou un compositor i director d'orquestra anglès.

## Biografia
Des de molt petit li van donar lliçons i començà a compondre. Després d'estudiar en la Leigh Grammar School, passà a la Universitat Victòria de Manchester i més tard al Royal Manchester College of Music (reunits en la Royal Northem College of Music el 1973), on va tenir com a companys de classe en Harrison Birwistle, Alexander Goehr, Elgar Howarth i John Ogdon. Junts formaren New Music of Manchester, un grup compromès amb la música contemporània. Després de graduar-se el 1956, estudià breument amb Goffredo Petrassi a Roma, abans de treballar com a Director de Música en una petita ciutat pròxima a Gloucester, Cirencester (Cirencester Grammar School) de 1959 a 1962.
El 1962 assolí una beca Harkness Fellowship en la Universitat de Princeton, amb l'ajuda d'Aaron Copland i Benjamin Britten, on estudià amb Roger Sessions, Milton Babbit i Earl Kim. Seguidament, es traslladà a Austràlia, on fou compositor resident en l'Elder Conservatorrium of Music, de la Universitat d'Adelaida, de 1965-66.
Després retornà al Regne Unit, i es mudà a les Illes Òrcades, en un principi, el 1971 a Hoy (Orkney) i més tard a Sanday, on vivia encara el novembre del 2007 amb la seva parella Colin Parkinson. Les Òrcades (en particular llur capital, Kirkwall) és la seu del St. Magnus Festival, un festival artístic fundat per Davies el 1977 que utilitza freqüentment per a presentar noves obres (sovint interpretades per l'orquestra de l'escola local).
Davies fou director artístic de la Dartington Summer School de 1979 a 1984 i ha ocupat un nombre important de llocs. Des de 1992 a 2002 fou director associat i compositor de la BBC Philarmonic Orchestra i ha dirigit destacades orquestres, entre elles la Philharmonia, l'Orquestra de Cleveland, la Boston Symphony Orchestra i la Leipzig Gewandhaus Orchestra. El 2000, Davies tornà a Austràlia i fou artista resident del Barossa Music Festival, el festival de la vall vinícola d'Adelaida, on presentà algunes de llurs obres de teatre musical i treballà amb estudiants de la Barossa Spring Academy.
Fou guardonat amb diversos doctorats honoraris en diverses institucions i des de 1989 fou president de Making Music (la Federació Nacional de Societats de Música. Davies fou nomenat membre de la CBE el 1981 i cavaller el 1987, va ser nomenat Master of the Queen's Music (un lloc en què anteriorment ho foren en el segle XX entre d'altres, Edward Elgar, Arnold Bax i Arthur Bliss) per un període de 10 anys a desenvolupar a partir del març de 2004. La Universitat d'Oxford li atorgà un doctorat honorari (Doctor in Music el juliol de 2005. El 25 de novembre de 2006, Sir Peter fou nomenat membre honorari de la Canterbury Christ Church University, en una cerimònia celebrada en un servei en la Catedral de Canterbury. També fou professor de composició en la Royal Academy of Music.
El 1996, Davies fou un dels primers compositors clàssics en obrir un lloc web de descàrrega de música, Max Opus. Segueix sent un dels llocs més complets del seu tipus, amb converses enregistrades del compositor, disponibles per a diverses obres, a més de les descàrregues.
Davies era conegut com un nen terrible dels anys 1960, la seva música freqüentment commocionava. Una de les últimes de llurs peces obertament teatrals i xocant fou Vuit cançons per a un rei boig, 1969). Escrita al mateix temps que la peça d'Hendrix, The Star-Spangler Banner, utilitza la paròdia musical, de la mateixa forma que feia Hendrix: en Vuit cançons for a mad King, Davies agafà una peça musical canònica, el Messies Häendel, la subvertí per a satisfer llurs pròpies necessitats, igual que Hendrix feu amb l'himne nacional dels Estats Units.
Davies tenia un interès vers l'ecologisme, i va escriure La revista yellowcake, un joc de paraules, que significa tant el rovell d'urani concentrat, com un pastís groc, avui dia se'n diu un marró, que interpretà l'actriu Eleanor Bron, en protesta pels plans de les mines de mineral d'urani en les Òrcades. És a partir d'aquest conjunt de peces d'on sorgeix la coneguda peça pianistica Farewell to Stromnes. Davies també fou obertament homosexual. El 2007, hi hagué una polèmica entorn de la seva prevista Associació Cívica quan se li digué que la cerimònia no podria portar-se a cap en la Sanday Light Railway. (Un petit tren turístic de Les Òrcades que funcionà de 2000a 2006). Més tard abandonà els seus plans.
El seu cognom era Davies, sent Maxwell el segon cognom, malgrat que se'l coneixia per Max. Un periodista de The Independent recordà amb humor la confusió que aquest Davies li ocasionà quan s'allotjava a Las Vegas: ningú fou capaç de localitzar-lo en tot l'hotel, malgrat d'intentar-ho com "Maxwell Davies", "Davies", "Max", "Sir Peter" i totes les permutacions imaginables. Finalment, es descobrí que l'hotel l'havia enregistrat com "Mavis", el que el portà al compositor a compondre la peça per a orquestra Mavis i Las Vegas.

## Obra
Davies fou un prolífic compositor que va escriure música en una varietat d'estils i idiomes al llarg de la seva carrera, sovint una combinació d'estils dispars en una sola peça.
Llurs primers treballs inclouen la Trumpet Sonata (1955), escrita mentre estava en la universitat, i la seva primera obra per a orquestra, Prolation (1958), escrita sota la tutela de Petrassi. Les primeres obres solen usar tècniques serials (per exemple), la Simfonia per a orquestra de cambra, (1962), a vegades combinades amb mètodes de composició medievals i renaixentistes. Fragments de cant pla (un gènere medieval vocal, a cappella, monòdic i modal, amb un ritme verbal) s'utilitzen sovint com a font bàsica de material per ser adaptat i desenvolupat de diverses formes.
Peces de finals de 1960 comencen a ocupar-se d'aquestes tècniques i tendeixen vers l'expressionisme i un caràcter violent – com Revelation and Fall (basada en un poema de Georg Trakl), la mencionada Eight Songs for Mad King, Vesalii Icones i l'òpera Taverner -. Taverner mostra una vegada més el seu interès per la música del Renaixement, prenent com a tema al compositor John Taverner, i consta de parts que s'assemblen a les formes renaixentistes. La peça orquestral St Thomas Wake (1969) també mostra aquest interès, i sobretot és un exemple evident del poliestilisma de Davies, combinant, com fa, un conjunt de foxtrot (tocat a l'estil dels anys vint per una banda de ball), una pavana de John Bull i música del mateix Davies (l'obra escrita per Davies com "Foxtrot for orchestrs on a pavan by John Bull). Moltes obres d'aquest període foren interpretades pel Pierrot Players, el grup que Davies fundà amb Birtwistle el 1967 8el 1970 es transformaren en The Fires of London i es dissolgueren el 1987.
Davies és conegut per l'ús del quadre màgic com una font determinant de materials musicals i de la mateixa estructura. En llur obra Ave Maria Stella (1975) ha utilitzat un quadrat de 9x9, numerològicament associat a la lluna, reduït el mòdul 9 per produir un quadrat llatí per a permutar les notes d'una melodia de cant pla amb el mateix nom de la peça i per regular la durada de les notes.
Worldes Bliss (1969) indica un moviment vers una major integració i un estil un xic més restringit, anticipant la calma que Davies aviat anava a trobar en la seva nova llar de Les Òrcades. Alguns han establert una comparació entre estil tardà i la música de Jean Sibelius. El seu estil actual es considera molt més accessible, fins al punt de què Birtwistle ja no el considera com un modernista.
Des del seu trasllat a Les Òrcades, Davies ha treballat sovint sobre les Illes, o, més generalment, sobre temes musicals escocesos, i a vegades ha posat en música texts de l'escriptor orcadià George Mackay Brown. Ha escrit una sèrie d'òperes com The Martyrdom of St Magnus (1976)The Lighthouse (1980), la seva `òpera més popular i The Doctor of Myddfai (1996). Finalment ha acabat, després de quasi vint anys de gestació, una de llurs òperes més ambiciosa, Resurrecció (1963-87), una paràbola nihilista que inclou peces de grup de rock.
Davies també s'interessà en les formes clàssiques, completant llur Primera Simfonia el 1976. va escriure vuit Simfonies numerades – un cicle simfònic inicial de simfonies des de la 1 a la 7 (2000) i la Simfonia nº, 8, l'Antàrtida (2000)-, una Simfonia Concertant (1982), així com la sèrie de deu Strathclyde Concertos, escrits per a diversos instruments (peces sorgides de la seva associació amb la Scottish Chamber Orchestra, (1987-96). El 2002, començà a treballar en una sèrie de quartet de codes per al Maggini String Quartet per a ser enregistrats amb el segell Naxos (els anomenats Naxos Quartets). El seu últim quartet és el número 9 (2006).
Davies va compondre algunes obres orquestrals lleugeres, com «Mavis in Las Vegas» i «Orkney Wedding With Sunrise» (què inclou una gaita), així com una sèrie de peces teatrals per a nens i una bona part de música amb finalitat educativa. A més, escriví les partitures pels films de Ken Russell «The Devils» (1971) i «The Boy Friend» (1971).
També escriví amb especial afinitat pels joves i intèrprets no professionals, per exemple, llur «Fanfare: A salute to Dennis Brain» (un famós trompetista anglès (1921-57) està concebuda per a interpretes de sisè grau o superior, i va compondre diverses òperes per a nens, com «A Selkie Tale», «The Great Bank Robbery» i «The Spider's Revernge».
La peça curta de piano «Farewll to Stromness» entrà el 2003 en el Hall of Fame de la Clàssic FM, en la seva primera entrada i fou en aquest moment la nova entrada més ràpida de la història.